# Thomas Forster
Thomas Forster (ur. 29 marca 1683, zm. w październiku 1738) był politykiem brytyjskim z Nortumbrii, posiadaczem ziemskim i "generałem" w jakobickiej armii w powstaniu szkockim z 1715 roku.
Pochodził z potężnej rodziny Forsterów z Bamburgh i Adderstone Hall, z której wywodziło się wielu zarządców zamku w Bamburgh i szeryfów Nortumbrii.
Jego ojcem był Thomas Forster (1659-1725) z Adderstone, członek parlamentu angielskiego (po unii z 1707 – brytyjskiego) w latach 1705-1708 i szeryfem (High Sheriff) Nortumbrii od roku 1703. Matką przyszłego jakobity była Frances Forster, córka Sir Williama Forstera z zamku Bamburgh.
Sam Thomas Forster – młodszy też był członkiem parlamentu z Nortumbrii ale w latach 1708–1716. W roku 1700 współdziedziczył (wraz ze swą ciotką Dorothy Crew, żoną Lorda Crew, biskupa Durham, posiadłości Bamburgh i Blanchland ciężko zadłużone. Chociaż Lord Crew odkupił je potem od Forstera młodszego, ten nadal nie miał do końca ustabilizowanej sytuacji finansowej.
Forsterowie byli spokrewnieni z Radcliffe'ami, której to rodziny głowa – James Radcliffe, 3. hrabia Derwentwater – kuzyn tzw. starszego jakobickiego pretendenta, był szefem powstania jakobickiego w 1715. Mimo iż Forster był protestantem (a nie jak większość jakobitów – katolikiem) i nie miał doświadczenia wojskowego, został "generałem" w armii jakobickiej.
Bitwa pod Preston (1715) zakończyła się klęską Jakobitów. Forster został uwięziony w więzieniu Newgate Prison, lecz udało mu się uciec do Francji i służyć dalej Staremu Pretendentowi.
W 1716 roku Forstera zaocznie usunięto z grona posłów parlamentu. Forster zmarł w październiku 1738 we Francji. Jego ciało przewieziono do Bamburgh i pochowano.